# Споменик са костурницом стрељаних жртава у селу Грбавче
Споменик са костурницом стрељаних жртава у селу Грбавче, насељеном месту на територији општине Сврљиг. Споменик су подигли мештани села својим борцима и невино палим жртвама у ратовима од 1912. до 1918. године.
Споменик је освећен 1935. године. Испод споменика се налази костурница у којој су сахрањене 63 невино пале жртве у селу Грбавчу, које је у знак одмазде стрељала бугарска војска за време Топличког устанка, 13. марта (по новом) или 28. фебруара (по старом календару) 1917. године.

## Изглед споменика
Споменик је у облику зарубљене пирамиде, постављене на тровисинском постољу неједнаким димензија, подигнут у школском дворишту села. Изграђен је од обрађених камених блокова. На врху су постављени два двоглава орла која представљају грб Краљевине Југославије на све четири стране се налазе грбови Србије, урезани у камену, а над њима краљевска круна. На југозападној страни исклесан крст и ловоров венац. Споменик је висине преко пет метара. Првобитна ограда са металним стубовима и ланцима, којима су били повезани сада не постоји. Ограђен је дрвеном оградом.
Испод крста прва спомен плоча од белог мермера, а на осталим странама још три плоче, на којима су исписана имена 163 мештана, од чега је 100 пало у ратовима од 1912—1918. године, а 63 су жртве бугарског терора 1917. године.
Посебно су назначена имена 11 палих мештана у битци на Дрини, која је трајала од 6. септембра до 11. новембра 1914. године. Они су храбро погинули 14. октобра код мачванског села Црна Бара североисточно од Шапца као борци Тимочке бригаде, која је дејствовала у саставу Треће српске армије.
Пописана су, затим, и имена 89 палих ратника у Балканским ратовима 1912 и 1913. године и у албанској епопеји 1915. и на Солунском фронту од 1916—1918.године.
Kао жртве зверстава бугарског окупатора 63 мештана било је убијено после угушења Топличког устанка 28. фебруара 1917. године. Међу њима је убијено и шест жена.